# Amélia Veiga
Amélia Veiga, também conhecida como Amélia Maria Ramos Veiga Silva (1932) é uma poeta e professora angolana de origem portuguesa.
Amélia Veiga nasceu a 12 de janeiro de 1932 em Silves, Portugal. Em 1951 mudou-se para Angola, onde viveu por 24 anos. Lá, lecionou no Sá da Bandeira e começou a escrever poesia. Recebeu o Prémio Fernando Pessoa da Câmara Municipal de Sá da Bandeira pela obra Poemas (1963).
Veiga também trabalhou no Centro de Estudos de Políticas de Ensino Superior (CIPES) em Matosinhos, Portugal, durante vários anos.
O poema Angola, que retrata o país como uma pátria substituta, foi frequentemente antologizado.

## Obra
- Destinos - poesia (Sá da Bandeira (atual Lubango): Edições Imbondeiro, 1962)
- Poemas - poesia (Sá da Bandeira (atual Lubango): Edições Imbondeiro, 1963) Prémio literário Fernando Pessoa da Câmara Municipal de Sá da Bandeira, 1963
- Libertação - poesia (Sá da Bandeira (atual Lubango): edição de autor, 1974)
- As lágrimas da memória - poesia (Luanda: Edições Chá de Caxinde, 2006. Coleção A Caxinde Poética n. 3)